# Соперничество хоккейных клубов СКА и ЦСКА
Соперничество СКА и ЦСКА — противостояние хоккейных клубов СКА (Санкт-Петербург) и ЦСКА (Москва).
Соперничество между СКА и ЦСКА является одним из самых знаковых противостояний в чемпионатах КХЛ.
Традиционное название — Армейское дерби. Поскольку оба клуба негласно считаются самыми богатыми среди других российских команд, в СМИ такие спортивные баталии нередко именуют «олигархическими дерби».
Наиболее остро соперничество армейских клубов в последние годы отмечалось в матчах плей-офф КХЛ Западной конференции, где принципиальные соперники сражались за право выхода в финал Кубка Гагарина. 
В сезоне 2023\2024 формат игр в плей-офф был изменён, однако оба клуба закончили выступления в 1\8 и 1\4 финала.
| 2008-2009 2009-2010 2010-2011 | 2011-2012                    | 2012-2013      | 2013-2014                    | 2014-2015                    | 2015-2016                     | 2016-2017      | 2017-2018                     | 2018-2019                     | 2019-2020 |
| ----------------------------- | ---------------------------- | -------------- | ---------------------------- | ---------------------------- | ----------------------------- | -------------- | ----------------------------- | ----------------------------- | --------- |
| не встречались                | 1\4 финала                   | не встречались | 1\4 финала                   | Финал конференции            | Финал конференции             | не встречались | Финал конференции             | Финал конференции             | отменён   |
|                               | Победа СКА, счёт в серии 4:1 |                | Победа СКА, счёт в серии 4:0 | Победа СКА, счёт в серии 4:3 | Победа ЦСКА, счёт в серии 4:0 |                | Победа ЦСКА, счёт в серии 4:2 | Победа ЦСКА, счёт в серии 4:3 |           |

| 2020-2021                     | 2021-2022                     | 2022-2023                     | 2023-2024                        |
| ----------------------------- | ----------------------------- | ----------------------------- | -------------------------------- |
| Финал конференции             | Финал конференции             | Финал конференции             | В матчах плей-офф не встречались |
| Победа ЦСКА, счёт в серии 4:2 | Победа ЦСКА, счёт в серии 4:3 | Победа ЦСКА, счёт в серии 4:2 |                                  |

## История
В советские времена хоккейные команды ЦСКА и СКА являлись частью одного ведомства, физкультурно-спортивного объединения Вооружённых сил и подчинялись Спорткомитету Вооружённых сил СССР. В данный момент это частные клубы, формально друг с другом никак не связанные, но традиция армейских дерби сохранилась.